# جرذ بني
الجرذ البني أو الجرذ الأسمر أو الجرذ النرويجي أو جرذ المثاعب (الاسم العلمي: Rattus norvegicus) (بالإنجليزية: Brown Rat)‏ هو نوع من الحيوانات يتبع جنس الجرذ من الفصيلة الفأرية. وهو أحد أكثر الجرذان انتشارا منها أنواع أليفة يمكن تربيتها في المنزل، وهذه الجرذان الأليفة تنحدر من سلالة الجرذ البني. الجرذان بشكل عام تشكل أكبر خطر على مخزون الطعام في العالم؛ إذ يقدر أن الجرذان وغيرها من القوارض تدمر ما بين 1/5 إلى 1/3 من الطعام الناتج على الأرض.